# Squonk
O squonk (nome científico: Lacrimacorpus dissolvens) é uma criatura mítica que, supostamente, habita as florestas coníferas do norte da Pensilvânia, nos Estados Unidos.

## História
A criatura foi documentada primeiramente em 1910, no livro Fearsome Creatures of the Lumberwoods, não havendo nenhum relato antes da publicação do livro. O segundo registro escrito foi em 1939, no livro Fearsome Critters, que sugeriu que as criaturas teriam migrado dos desertos aos pântanos, até finalmente se deslocarem para as florestas da Pensilvânia.

## Características
O squonk é uma criatura muito reservada e crepuscular, geralmente saindo de seu habitat após o anoitecer. Por conta de sua pele flácida e desagradável, coberta por verrugas e nevos, está sempre infeliz. Suas lágrimas mucosas formam um rastro, facilitando a sua localização por caçadores.
Possui membranas nos dedos do pé, característica exclusiva do pé esquerdo. Essa característica surgiu devido à necessidade de se adaptarem aos pântanos.
A criatura pode se dissolver em uma poça de lágrimas ao encurralada e incapaz de fugir, ou ao ser surpresa. Essa característica lhe deu o "nome científico" de Lacrimacorpus dissolvens, que consiste nas palavras latinas para "lágrima", "corpo" e "dissolver".
O animal se torna mais vulnerável nas noites frias de lua cheia, quando prefere descansar silenciosamente em seu habitat, e as lágrimas escorrem mais lentamente.

## Distribuição geográfica
O squonk possui distribuição muito limitada, raramente sendo avistado fora das florestas da Pensilvânia.
Antes, a distribuição era ampla, sendo o habitat as altas planícies, onde a vegetação desértica era abundante. Essas áreas, gradualmente, se tornaram em pântanos, forçando a criatura a adaptar-se.
Então, decidiram migrar em busca de forragem. Podendo nadar apenas em círculos, não conseguiam voltar em direção à costa. Alguns morreram afogados, conforme mostram fósseis encontrados em lagos pantanosos da região.